# IntelliSense
IntelliSense ist der Titel eines Eingabehilfe-Programms und integraler Bestandteil vieler Microsoft-Anwendungen, vor allem jener mit Schwerpunkt Tastatureingabe. Die Aktivierung der enthaltenen Hilfsfunktionen erfolgt in der Regel automatisch, so dass diese gleich nach Anwendungsinstallation bereit sind. Meist besteht die Möglichkeit über die Anwendungsoptionen einzelne Hilfsfunktionen gezielt an-/abzuschalten oder weitere Einstellungen daran vorzunehmen.

Die Anzeige von Quick Infos beim kurzzeitigen "Parken" des Mauszeigers über einem Steuerelement in Office ist ebenso Aufgabe des Tools, wie beispielsweise das automatische Vervollständigen von Formeleingaben in Excel. Das volle Potential kann IntelliSense dann entfalten, wenn sich der Cursor in einem Editorfenster befindet: im Abfrageeditor der Access Datenbank ebenso wie im Makro-Editor von Excel, in den VBA-Editor-Fenstern aller Microsoft Anwendungen und den Programmeditoren von beispielsweise Microsoft Visual Studio oder Microsoft Visual Studio Code. Dort wird dem Programmierer über hilfreiche Informationen und komfortable Bearbeitungsfunktionen das Arbeiten mit und am Quellcode spürbar erleichtert.

## Codebearbeitungsfunktionen
- Code Completion bei der Eingabe von Befehlen, Variablen, Funktions- oder Methodennamen
- Parameter- und Argumente-Auflistung
- Parameter- und Argumente Quick-Info
- Code- und Syntax-Info

## Unterstützte Sprachen und Anwendungen
- Microsoft SQL Server
- Windows PowerShell
- VBA
- JavaScript, TypeScript, JSON
- HTML, CSS, SCSS
- C/C++, C#
- Dart
- Go
- Java
- PHP
- Python
- Ruby

## IntelliSense-Tastenkombinationen
- [Strg] + [Leertaste] IntelliSense triggern bzw. anstoßen
- [Tab] oder [Enter] Einen ausgewählten Listenwert (Wort vervollständigen) einfügen
- [Leertaste] Wie Tab oder Enter, fügt jedoch zusätzlich ein Leerzeichen an
- [(], [←], [Tab], [)] Kein Überschreiben bei "Auto Vervollständigen" VOR existierendem Code